# Posideone
Posideone (in greco antico: Ποσειδεών?, Poseideòn) era il nome del sesto mese del calendario attico nell'antica Grecia.

## Caratteristiche
Posideone andava all'incirca dalla seconda metà di dicembre alla prima metà di gennaio. Il nome del mese era legato alle feste in onore del dio Poseidone che si svolgevano ad Atene. Durante questo mese si celebravavano anche le Aloe, feste dedicate a Demetra e Dioniso.